# Société missionnaire des Philippines
La société missionnaire des Philippines (en latin : Societas Missionaria Philippinarum) est une société de vie apostolique masculine missionnaire de droit pontifical.

## Historique
Le premier projet d'édification d'une société missionnaire est présenté à la conférence des évêques des Philippines en janvier 1964par Epifano Surban Belmonte, évêque de Dumaguete. Le 1er mai 1965 à Tayud (près de Cebu) le cardinal Lorenzo Antonetti bénit la première pierre de ce qui allait devenir la maison-mère de l'institut (la fondation coïncide avec le quatrième centenaire de l'évangélisation des Philippines). 
Après avoir obtenu l'approbation de la congrégation pour l'évangélisation des peuples le 30 novembre 1977, l'archevêque de Cebu, Julio Rosales y Ras, publie le 26 mars 1978, le décret de création de la société qui reçoit du Saint-Siège la reconnaissance de droit pontifical le 6 janvier 2009. 

## Activités et diffusion
Le but de la société est de former et soutenir les missionnaires philippins lors de leur apostolat à l'étranger.
Les missionnaires sont présents en :
- Asie : Corée du Sud, Japon, Philippines, Taïwan, Thaïlande.
- Océanie : Australie.
- Europe : Pays-Bas, Royaume-Uni.
- Amérique : États-Unis.

La maison généralice est à Makati. 
Fin 2015, la société comptait 86 membres dont 69 prêtres et 45 maisons.